# Jessica Sorensen
Jessica Sorensen (...) è una scrittrice statunitense.

## Opere

### Serie delle coincidenze
- Con te sarà diverso  (gennaio 2014)[1]
- Con te sarà per sempre  (settembre 2014)
- Con te sarà un disastro (giugno 2015)
- Con te sarà uno sbaglio (aprile 2016)
- Con te sarà magia (gennaio 2017)
- Con te sarà colpa mia (2018)
- Seth & Greyson (2015)

### Secret Series
- Non lasciarmi andare (The Secret of Ella and Micha) (2012)
- Tienimi con te (The Forever of Ella and Micha) (2013)
- Non cambiare mai (The Temptation of Lila and Ethan) (2013)
- Per sempre insieme (The Ever After of Ella and Micha) (2013)
- Sempre e per sempre (Lila and Ethan: Forever and Always) (2013)
- The Prelude of Ella and Micha (2014) - (prequel inserito nel libro "Infinito amore")
- Infinito amore (Ella and Micha: Infinitely and Always) (2015)

### Unbeautiful Series
- Unbeautiful (2014)
- Untamed (2015)

### Unraveling You
- Unraveling You (2014)
- Raveling You (2015)
- Awakening You (2015)
- Inspiring You (2015)
- Undoing You
- If I Fall

### Shattered Promises
- Shattered Promises (2013)
- Fractured Souls (2013)
- Unbroken (2013)
- Broken Visions (2014)
- Scattered Ashes (2015)

### Breaking Nova
- L'amore verrà (Breaking Nova) (2013)
- C'è chi dice amore (settembre 2015)
- Delilah: The Making of Red (2014)
- Io e te = amore (novembre 2016)
- Tristan: Finding Hope (2014)
- Wreck Me (2014)
- Ruin Me (2015)

### Fallen Star
- The Fallen Star (2011)
- The Underworld (2011)
- The Vision  (2012)
- The Promise (2012)

### Fallen Souls
Spin-off della serie "Fallen Star"
- The Lost Soul (2012)
- The Evanescence (2012)

### Darkness Falls
- Darkness Falls (2012)
- Darkness Breaks (2012)
- Darkness Fades (2013)[2]

### Death Collectors
- Ember X (2013)
- CinderX (2013)
- Spark X (2015)
- Seduction & Temptation (2014)
- Sins & Secrets (2014)
- Lies & Betrayal (2015)

Sunnyvale
- The Year I Became Isabella Anders (2015)
- The Year Of Falling In Love (2016)
- The Year Of Second Chances (2016)
- The Year Of Kai And Isa (Prossimamente)

Broken City
- Nameless (2016)
- Forsaken (2016)
- Oblivion (2016)
- Forbidden (2017)

Guardian Academy
- Entranced (2015)
- Entangled (2016)
- Enchanted (prossimamente 2017)

The Heartbreaker Society
- The Opposite Of Ordinary (2016)
- The Deal ( prossimamente)

Lexi Ashford
- The Diary Of Lexi Ashford, Part 1 (2015)
- The Diary Of Lexi Ashford, Part 2 (2016)

Standalone
- The Forgetten Girl (2014)
- Rules Of A Rebel And Shy Girl (2016)
- The Illusion Of Annabella (2015)
- Confessions Of A Kleptomaniac (2015)